# Stazione di Busto Arsizio Nord
Stazione di Busto Arsizio Nord vasútállomás Olaszországban, Lombardia régióban, Busto Arsizio településen.

## Vasútvonalak
Az állomást az alábbi vasútvonalak érintik:
- Saronno–Novara-vasútvonal
- Busto Arsizio–Malpensa Aeroporto-vasútvonal

## Kapcsolódó állomások
A vasútállomáshoz az alábbi állomások vannak a legközelebb:
- Stazione di Castellanza
- Stazione di Vanzaghello-Magnago
- Stazione di Ferno-Lonate Pozzolo
- Stazione di Busto Arsizio